# Стормфронт
Стормфронт је интернет форум беле националистичке заједнице која заступа теорију о супериорности беле расе. Многе организације описују га као неонацистички форум и оптужују га да промовише идеје расизма, говор мржње и насиље.  Стављен је на списак сајтова мржње тако да поједини интернет филтри онемогућавају приступ овом форуму. У Немачкој је приступ овом форуму онемогућен од стране интернет провајдера у савезној држави Северна Рајна-Вестфалија.
Власник Стормфронта је Дон Блек, бивши велики врач Кју-клукс-клана и члан Америчке нацистичке партије током седамдесетих година 20. века. 1981. године. Блек је ухапшен због припрема за укрцавање на брод који је превозио наоружање које је требало да буде искоришћено за напад на Доминику, у оквиру операције коју су Блек и његови саучесници назвали операција Црвени пас. Блек је осуђен на три године затвора због своје улоге у планирању инвазије. Веб-сајт је покренуо након што је током боравка у затвору прошао обуку за руковање рачунаром.

## Ставови
Стормфронт назива себе  заједницом белих националиста и свих осталих који су заинтересовани са опстанак беле расе. На овом веб-сајту може се наћи онлајн примерак књиге Мајн Кампф Адолфа Хитлера који је на сајту описан као човек који је одбио да се преда.
Дон Блек и Стормфронт заговарају употребу насиља.  Блек и његови следбеници на форуму често разматрају могућност будућег расног рата, као што је рат који је описан у роману Тарнерови дневници. 2006. год. Правни центар јужног сиромаштва забележио је дискусију на Стормфронту у којој се бели националисти охрабрују да приступе војсци како би стекли обуку потребну за победу у будућем расном рату. 1998. год. у интервју за Њујорк тајмс, Блек је рекао: Ми желимо да повратимо Америку. Свесни смо да мултикултурална Југословенска нација неће моћи да опстане још дуго. Белци неће имати другог избора него да предузму војну акцију. Морамо заштити интересе наше деце.

## Стормфронт у вестима
У мају 2003. год. у вестима америчког ТВ канала Фокс, водитељ Били О'Рајли известио је о матурској вечери одржаној у савезној држави Џорџији, на којој је била спроведена сегрегација. О'Рајли је на свом сајту поставио питање родитељима америчке деце да ли би они послали своју децу на овакво матурско вече. Линк ка анкети постављен је на Стормфронту и убрзо је резултат анкете преокренут у корист присталица сегрегације. Наредне недеље О'Рајли је одбио да прочита резултате анкете, а за њен неочекивани исход је оптужио Стормфронт који је назвао нео-нацистичком организацијом.
У августу 2005. године, кандидат за одборника у градској скупштини града Шарлот у Северној Каролини, одустао је од кандидатуре када је обелодањено да је учествовао у раду форума Стормфронт. Даг Хенкс, кандидат Републиканске партије је у периоду од 3 године пре избора имао више од 4.000 постова под надимком Снерки. У једном коментару назвао је афро-америчке грађане бесним зверима. Хенкс, писац и глумац из Конектиката рекао је да је његово учествовање у раду форума имало за циљ стицање поверења припадника Стормфронта како би му помогли да напише свој нови роман. Учинио сам оно што сам сматрао да је потребно како би стекао репутацију правог белог националисте.

## Стормфронт Србија
На Стормфронт форуму су доступни регионално-језички потфоруми. Међу овим форумима, један од најактивнијих по броју дискусија и постова је Стормфронт Србија, са преко 126.000 постова (октобар 2011.). Судећи по подацима компаније Алекса, која се бави праћењем саобраћаја на Интернету, велики удео посетилаца форума Стофмрфонт чине посетиоци из Србије и Црне Горе, а одмах иза њих по бројности су посетиоци из Хрватске. Према истом извору, Стормфронт има најбољи регионални ранг у Бугарској а одмах иза ње је Србија.